# Pseudosphinx albina
Pseudosphinx albina är en fjärilsart som beskrevs av Gehlen. 1941. Pseudosphinx albina ingår i släktet Pseudosphinx och familjen svärmare. Inga underarter finns listade.